# Richard Holme
Pour les articles homonymes, voir Holme.
Richard Gordon Holme, baron Holme de Cheltenham (27 mai 1936 - 4 mai 2008) est un homme politique libéral démocrate britannique.

## Biographie
Formé à l'Université d'Oxford (BA Jurisprudence au St John's College) et à la Harvard Business School, Holme rejoint le Parti libéral en 1959 et est élu président du parti en 1980 et 1981. Il se présente sans succès comme candidat libéral à East Grinstead, West Sussex, en 1964, et lors d'une élection partielle en 1965. Il se présente à Braintree, Essex, en octobre 1974 et à Cheltenham, plus prometteur, aux élections générales de 1983 et aux élections générales de 1987. Il reçoit un CBE dans les honneurs du Nouvel An de 1983.
Après la fusion du Parti libéral avec le SDP en 1988, il rejoint les démocrates libéraux nouvellement formés. Il dit plus tard qu'il croyait que si la fusion avait eu lieu avant les élections générales de 1987, alors le parti aurait pu attirer plus de voix et de sièges à cette élection et déplacer les travaillistes dans l'opposition. Cependant, la fusion n'a pas eu lieu plus tôt en raison des objections du chef du SDP David Owen, qui démissionne en 1987.
Holme est un proche conseiller de David Steel lorsqu'il est chef du Parti libéral et de son successeur, le premier chef libéral démocrate Paddy Ashdown. Il est nommé pair à vie le 29 mai 1990, en tant que baron Holme de Cheltenham, de Cheltenham dans le comté de Gloucestershire. En 2000, il est nommé conseiller privé. Sa nomination en 1999 à la présidence de la Broadcasting Standards Commission est interrompue lorsqu'il est contraint de renoncer après les allégations du News of the World faiant état d'adultère multiple et de «jeux sexuels bizarres»,.
Il est membre du British-American Project et président de la Hansard Society de 2001 à 2007. Holme est également membre du conseil d'administration de la Global Panel Foundation, une ONG qui travaille dans les coulisses dans les zones de crise du monde entier.
Holme est décédé d'un cancer le 4 mai 2008,.